# Sasha-Lee Davids
Sasha-Lee Davids sinh ra ở Atlantis, Western Cape, Nam Phi,là một ca sĩ và cùng với Jason Hartman, cô là người chiến thắng của cuộc thi Thần tượng âm nhạc Nam Phi mùa 5 được tổ chức vào năm 2009. Cô cũng là người chiến thắng của chương trình truyền hình thực tế "Matrix" mùa 2 diễn ra vào năm 2008.

## Cuộc đời
Sasha-Lee Davids đến từ Atlantis ở Western Cape. Cô là một người con trong gia đình gồm 10 đứa con, và cha cô là một mục sư.

## Chương trình thần tượng âm nhạc Nam Phi
Sasha-Lee Davids ban đầu được tuyên bố là người chiến thắng duy nhất sau khi hát bài hát của người chiến thắng "True Believer". Nhưng rõ ràng, sau đó đã có một sự nhầm lẫn với những lá phiếu trễ đến sau thời gian bị cắt vào đêm chung kết. Các tin nhắn bình chọn SMS đã được gửi trước thời gian cắt nhưng ban tổ chức chỉ nhận được sau thời hạn. M-Net đã công khai nhận thức được vấn đề này trong vòng một ngày và đảm bảo với mọi người rằng việc đếm lại phiếu bầu sẽ được thực hiện càng sớm càng tốt.
Việc kể lại cho thấy rằng Jason Hartman, trước đó là Á quân, thực sự mới là người chiến thắng, với 1,3 triệu phiếu, chiếm 54% trên tổng số. Sasha-Lee đã đứng thứ hai, với 1,1 triệu phiếu, chiếm 46% trên tổng số. Tuy nhiên, M-Net đã quyết định rằng "200.000 phiếu bầu không đủ quan trọng và kết quả rất sát nhau".

## Sản phẩm âm nhạc

### Album
- 2009: Sasha-Lee

### Đĩa đơn
- 2009: "True Believer"
- 2014: "girl behind the wall"
- 2014: "It's so clear by Mandoza ft Sasha-Lee"
- 2015: "I cry"
- 2017: forever yours